# Армия на спасението
Армията на спасението (на английски: The Salvation Army) е международна мисионерска и благотворителна организация, съществуваща от средата на XIX век и поддържана от протестанти-евангелисти. Учението ѝ е основано на Библията, любовта към Бога и практическата грижа за човека. Главната ѝ квартира се намира в Лондон, но има представителства в 131 страни. В някои от тях е известна под леко по-различно име. 2020 г. Армията на спасението започна в България.
Това международно движение описва себе си като евангелистко и част от християнската църква. Има полувоенна структура и е основано през 1865 година в Обединеното кралство  от Катрин Буут и Уилям Буут, който напуска клона на Методистката църква, където е служител, за да започне хуманитарна дейност сред най-ниската класа на обществото в Лондон, с цел да разпространява християнството и да оказва помощ на нуждаещите се. Според основателя си, Армията на Спасението показва, че е възможно и необходимо, в свят подчинен на материализма, да съществува едно видимо християнство, радостно и активно, търсейки по всякакъв начин да победи глада в света, бедността и социалното неудобство. Извършва обществена, църковна и благотворителна дейност.
Задачата на Армията на спасението е да донесе спасение на бедните и нуждаещите се като задоволява техните материални и духовни потребности без оглед на възраст, пол или раса.

## Оригиналност на Армията на Спасението
Успехът на Армията на Спасението се дължи основно на нейната оригиналност. Организацията, дисциплината, мобилизацията и духът на тялото, типични за една военна структура, са идеални характеристики за вида дейност, за която Уилям Буут и неговите първи сътрудници се чувстват призвани – да „спасяват душите“. Първите култове на организацията са един вид неформални събрания за подкрепа на бедните и бездомните и проповеди, насочени към покаяние и възвръщане към вярата.
Уилям Буут не е имал никакво намерение да основава нова църковна форма: искал е хората, веднъж освободени от бедността, да се върнат да посещават своята общност. Но след няколко отказа за връщане в съответните общности, било по желание или поради страх, че няма да са добре приети, Буут разбира, че Армията на Спасението, оставайки с християнско вдъхновение, има нужда да се превърне в едно стабилно движение, със заповеди и правилници, еднакви за всички членуващи по света. В Армията на Спасението има различни категории: последователи, които макар и приемащи етично нормите на организацията, нямат задължения към самата нея; войници, доброволни членове с пълни права и офицери или организационни ръководители, които заедно с външните служители са единствените, получаващи заплата. Вътрешната йерархия е съставена от войници, подофицери (сержанти и старши сержанти) и офицери (старши лейтенант, капитан, майор, подполковник, полковник и генерал). Националните генерали се наричат „комисари“ и съставляват световния съвет, който избира истинския генерал – Главен командир на Армията на Спасението в света. Днес това е генерал Брайън Педъл, който контролира и вдъхновява цялата организация.

## История
В 1865 г. британският свещеник-методист Уилям Буут създава евангелистката „Християнска асоциация на възраждането“. Преди да получи сегашното си название, организацията променя името си още два пъти – „Християнска мисия на източен Лондон“ и „Християнска мисия“. През 1878 година благодарение на сина на Бут, приема името „Армия на спасението“.
Уилям Буут става известен като генерала, докато съпругата му Катрин е наречена „майка на Армията на спасението“. Докато Уилям говори с бедните и ги просвещава, Катрин говори с богатите и се опитва да получи финансова помощ за благородното си дело. Организацията най-добре бива описвана според двамата с 3-те „с“: Супа, Сапун и Спасение.
В 1880 г. Армията на спасението разширява дейността си в още 3 страни – Австралия, Ирландия и САЩ. Първите, на които се опитват да помагат са алкохолици, наркомани и проститутки. Армията на спасението продължава да се разраства, но с нейната популярност нараства и опозицията срещу нея. Опоненти, които наричат себе си „Армия на скелетите“ започват да нарушават митингите на организацията, хвърлят камъни, плъхове и мръсотия на събранията и нападат членове на Армията на спасението. Това са основно хора, които губят клиентела поради опозицията на алкохола и проституцията от страна на Армията на спасението. Репутацията на организацията набира сила в САЩ след като се включва с помощи след природни бедствия – урагани, земетресения и други. Днес в Америка организацията наброява 25 000 доброволци.

## Армията на Спасението днес
В световен мащаб през 2019 г. Армията на Спасението работи в 131 страни, в които продължават да се прилагат същите военни метафори, използвани още по времето на Основателя.
- 1865 – Англия
- 1874 – Уелс
- 1879 – Джърси, Шотландия
- 1880 – Австралия, Ълстър, САЩ
- 1881 – Алдемей, Франция
- 1882 – Канада, Индия, Швеция, Швейцария
- 1883 – Нова Зеландия, Пакистан, Южна Африка, Великобритания,
- 1884 – Ирландия, Света Елена
- 1886 – Германия, Колония Нюфаундленд
- 1887 – Дания, Италия, Ямайка, Холандия
- 1888 – Норвегия
- 1889 – Белгия, Финландия
- 1890 – Аржентина, Уругвай
- 1891 – Зимбабве
- 1894 – Антили, Хаваи, Индонезия
- 1895 – Гибралтар, Япония
- 1896 – Бермуди, Малта
- 1898 – Аляска, Барбадос
- 1901 – Тринидад и Тобаго
- 1902 – Гренада, Санта Лусия
- 1903 – Антигуа и Барбуда, Сейнт Винсент и Гренадини
- 1904 – Панама
- 1907 – Коста Рика
- 1908 – Корея
- 1909 – Чили
- 1910 – Парагвай, Перу
- 1913 – Русия (до 1923 г.), Намибия (до 1914 г.)
- 1915 – Белиз, Мианмар
- 1916 – Китай
- 1917 – Американски Вирджински острови
- 1918 – Куба
- 1919 – Чехословакия
- 1920 – Боливия, Нигерия
- 1921 – Кения
- 1922 – Бразилия, Гана, Замбия
- 1924 – Фарьорски острови, Унгария (до 1949 г.)
- 1927 – Австрия, Естония
- 1930 – Хонг Конг
- 1934 – Алжир
- 1935 – Сингапур
- 1936 – Египет
- 1937 – Филипини
- 1938 – Малайзия
- 1950 – Хаити
- 1956 – Папуа Нова Гвинея
- 1962 – Пуерто Рико
- 1965 – Тайван
- 1967 – Малави
- 1969 – Лесото
- 1970 – Бангладеш
- 1971 – Португалия, Испания
- 1972 – Венесуела
- 1973 – Фиджи
- 1976 – Гватемала
- 1985 – Ангола, Колумбия,
- 1986 – Тонга
- 1988 – Либерия
- 1989 – Ел Салвадор
- 2007 – Гърция, Бурунди,

- 2009 – Непал [8]
- 2010 – Сиера Леоне
- 2010 – Никарагуа
- 2010 – Обединени Арабски Емирства
- 2020 - България

## Влизане в Армията на Спасението
За да участва един човек в Армията на Спасението той трябва да бъде християнин, от каквото и да е вероизповедание и да приеме особения „военен“ начин на живот на организацията. На никого не се плаща, с изключение на служителите и на офицерите. Войниците използват свободното си време, за да подмомагат организацията в нейните потребности. Кариерата на „офицери“ се състои в един двугодишен курс във военно училище, където се влиза с препоръка от други офицери като почетен човек, на когото може да се има доверие. Противоположно на това, което говори името, в училището не се извършва военна дейност, а курсове по теология, по маркетинг, по управление на ресурсите и по фирмена организация. След завършен курс и дипломиране, офицерите се изпращат по цял свят (обикновено в страната, от която произхождат), за да ръководят център на Армията на Спасението, в началото прикрепени към други по-възрастни офицери.

## Видове места на Армията
Култови зали
Култови зали има във всички градове, където присъства Армията на Спасението. Армията не извършва литургични служби подобни на католическите меси или на протестантските. Всъщност, дори и в някои страни офицерите да са приравнени на служители на култа, не са „свещеници“ и следователно не извършват църковни тайнства и причастия. Ако последовател или войник желае да извършва църковно тайнство, той е поканен да отиде, в която и да е християнска църква. В този смисъл Армията на Спасението запазва висок стандарт на свобода на вероизповедание, концентрирайки се, вместо в теологични въпроси, върху харизмата на социалната солидарност, което ѝ позволява да бъде добре дошла на всички континенти.
Амбулатории и Социални центрове
По света Армията на Спасението ръководи болници, начални училища, теологични академии, приюти за бездомни, столови и места за културно приобщаване.
Ваканционни центрове
Армията на Спасението е установила по света многобройни ваканционни центрове и младежки хостели.
Борбата, предприета от Армията на Спасението е резюмирана от думите, които Уилям Буут написва малко преди смъртта си на 9 май 1912 г.:
- Докато има гладуващи деца, аз ще се боря
- Докато човешки същества отиват в затвора, аз ще се боря,
- Докато има жертви на зависимостта, аз ще се боря,
- Докато някой е принуден да продава тялото си, аз ще се боря,
- Докато някой не е осенен от Божията светлина, аз ще се боря,
- Ще се боря до края